# San Salvador (rivier in Uruguay)

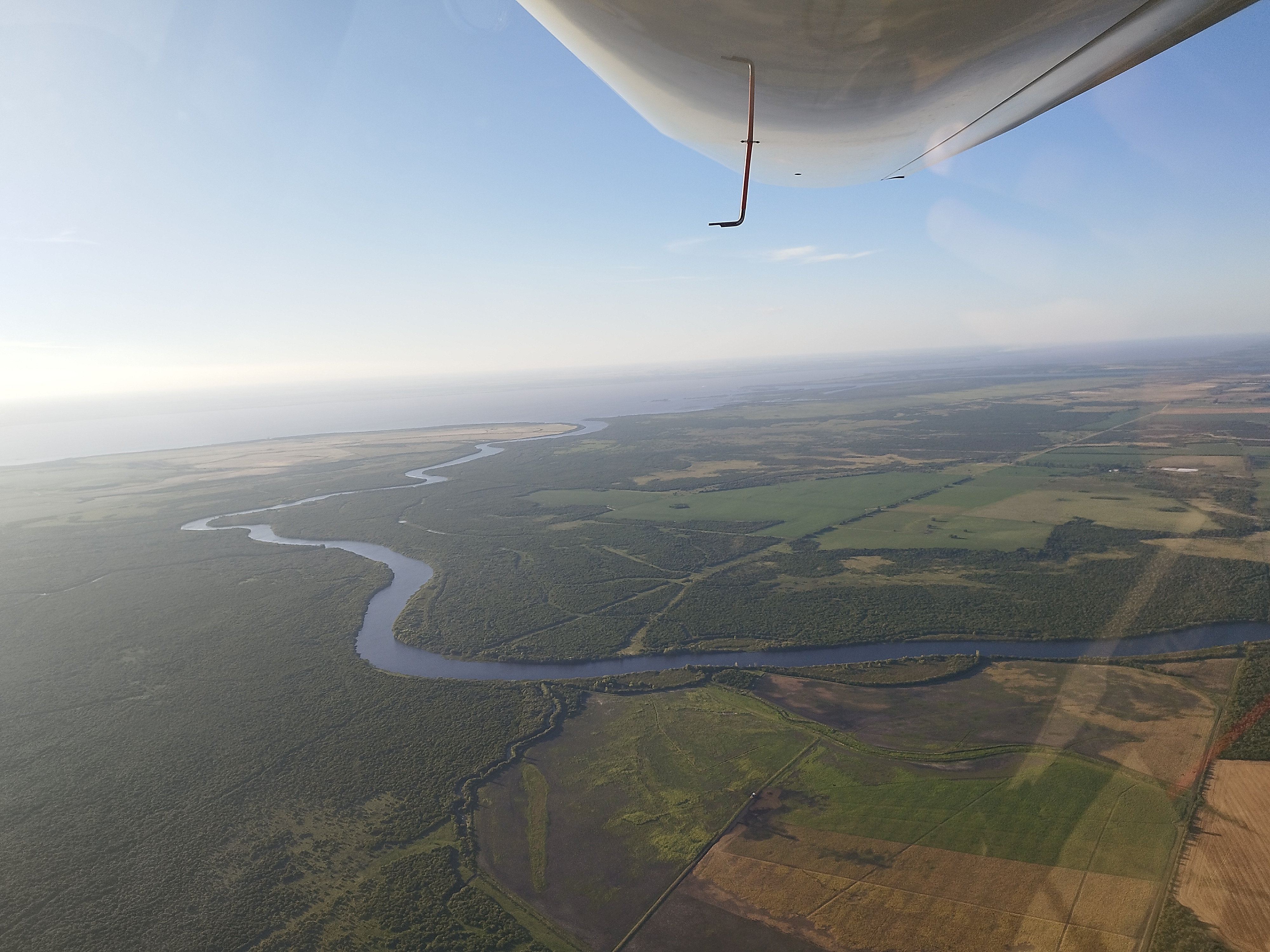
Luchtfoto van de Rio San Salvador nabij de monding in de Uruguay-rivier

De San Salvador is een rivier in Uruguay. De rivier ontspringt in de gelijknamige heuvels (Cuchilla de San Salvador) in de buurt van Cardona op de grens van Soriano en Colonia. De rivier heeft een stroomgebied van ca. 3000 km².
De San Salvador stroomt door een vruchtbaar landbouwgebied in Soriano alvorens uit te monden in de Uruguay, net ten zuiden van de monding van de Río Negro.
De belangrijkste stad aan de rivier is Dolores.
- Library of Congress Control Number: no2019103363
- Virtual International Authority File: 703156497242017740008